# Hans Lund
Hans J. Lund, conosciuto con il soprannome "Tuna" (California, 23 settembre 1950 – Mound House, 6 novembre 2009), è stato un giocatore di poker statunitense.
In carriera ha vinto due braccialetti delle World Series of Poker, ed ha concluso al 2º posto il Main Event delle WSOP 1990 (alle spalle di Mansour Matloubi) ed al 3º posto nel 1992 (dietro Hamid Dastmalchi).
Il primo successo WSOP avvenne nell'edizione 1978: la vittoria nel $1.500 No Limit Hold'em gli fruttò $46.800 di vincita; il secondo arrivò ben diciotto anni dopo, alle World Series of Poker 1996: vinse infatti il $1.500 Ace to Five Draw, guadagnando la cifra di $71.400.
Oltre ai due braccialetti ed ai 22 piazzamenti a premi complessivi alle WSOP, ha conquistato il Main Event del Super Bowl of Poker ed il Best All-Around Player Award al Diamond Jim Brady Tournament.
Ammalatosi di cancro nel corso degli anni duemila, morì il 6 novembre 2009 a Mound House, in Nevada.

## Braccialetti WSOP
| Anno | Torneo                  | Premio (US$) |
| ---- | ----------------------- | ------------ |
| 1978 | $1.500 No Limit Hold'em | $46.800      |
| 1996 | $1.500 Ace to Five Draw | $71.400      |